# Qwak!
Qwak! ist ein Arcade-Spiel für Spielhallenbetrieb, das am 5. November 1974 von Atari veröffentlicht wurde. Es war das erste Arcade-Spiel mit einer optischen Lightgun und simuliert eine Entenjagd.

## Beschreibung
Bei diesem Spiel, das nur von einer Person gespielt werden kann, müssen virtuell Enten abgeschossen werden. Einzelne Enten erscheinen auf dem Schwarzweiß-Monitor an zufälliger Stelle des Bildschirmrandes und fliegen mit einem „Qwak!“-Geräusch vorbei. Der Spieler zielt mit der Lightgun in Form eines Gewehres auf den Monitor und hat drei Schüsse, um die Ente zu treffen. Bei Erfolg blinkt der Bildschirm, die Ente fällt nach unten und wird von einem Jagdhund nach links weggebracht. Am oberen Bildrand wird die Anzahl der abgeschossenen Enten angezeigt.
Geht der Schuss knapp daneben, so ändert die Ente ihre Flugrichtung.

## Technik
Das Spiel mit der Durastress-Hardware von Atari verfügte noch nicht über Mikroprozessoren (CPUs), sondern wie andere frühe Spiele (z. B. Pong) über festverdrahtete („diskrete“) Schaltkreise. Vor dem s/w-Monitor ist eine farbige Overlay-Folie mit aufgedruckten Gräsern und einem Ast angebracht. Das Gewehr mit der Lightgun ist fest am Gerät angekettet und zusätzlich per Alarm diebstahlgesichert.

## Einfluss
Qwak! beeinflusste viele spätere Lightgun-Spiele wie Safari Hunt (Sega, 1986), Shoot Away, Triple Hunt (Atari, 1977) und insbesondere das bekanntere Duck Hunt (Nintendo, 1984).
Atari selbst entwickelte 1982 einen Arcade-Prototyp namens Qwak, das ein Puzzle-Spiel mit Entenjagd-Szenerie darstellen sollte.
Ab 1989 erschien die Jump-’n’-Run-Serie „Qwak“ von Team17.
Zu sehen ist das Spiel im Film Zombie (Dawn of the Dead).